# 이나시키군

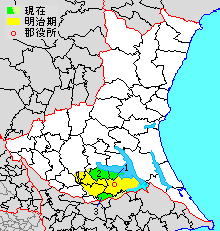
이바라키현 이나시키군의 위치

이나시키군(일본어: 稲敷郡, いなしきぐん)은 일본 이바라키현에 있는 군이다.
인구 71,297명, 면적 182.31km², 인구밀도 391명/km².(2025년 3월 1일, 추계인구)
이하 2정, 1촌으로 구성된다.
- 아미정(阿見町)
- 가와치정(河内町)
- 미호촌(美浦村)

## 군역
1896년 행정 구역으로 출범 당시의 군역은 아래의 구역에 해당한다.
- 쓰치우라시의 일부
- 류가사키시의 대부분
- 우시쿠시 전역
- 쓰쿠바시의 일부
- 이나시키시의 대부분
- 미호촌, 아미정 전역
- 가와치정의 일부
- 지바현 인바군 사카에정의 일부

## 역사
- 1896년

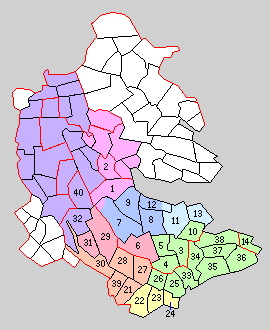
1.아즈마촌 2.나카야촌 3.에도사키정 4.기미가촌 5.누마사토촌 6.오쿠노촌 7.아사히촌 8.기미하라촌 9.아미촌 10.하토사키촌 11.기하라촌 12.후나시마촌 13.안주촌 14.우키시마촌 21.오미야촌 22.마나이타촌 23.겐세이다촌 24.나가사오촌 25.시바사키촌 26.네모토촌 27.나가토촌 28.야바라촌 29.오카다촌 30.나레시바촌 31.우시쿠촌 32.구키자키촌 33.오타촌 34.다카다촌 35.오스카촌 36.이사키촌 37.아바촌 38.훗토촌 39.류가사키정 40.오노가와촌 (분홍:쓰치우라시 등색:류가사키시 빨강:우시쿠시 보라:쓰쿠바시 노랑:가와치정 녹색:이나시키시 파랑:아미정 하늘색:미호촌)

  - 4월 1일 - 군제 시행에 따라, 가와치군의 대부분(오노가와촌을 제외)·시다군의 대부분(아즈마촌·나카야촌을 제외)의 구역으로 이나시키군이 발족.(2정 29촌)
    - 구 시다군(1정 11촌) - 아사히촌(朝日村)(현 아미정, 쓰치우라시), 아미촌(阿見村), 기미하라촌(君原村)(현 아미정), 후나시마촌(舟島村)(현 아미정, 미호촌), 안주촌(安中村), 기하라촌(木原村)(현 미호촌), 에도사키정(江戸崎町), 기미가촌(君賀村), 누마사토촌(沼里村), 하토사키촌(鳩崎村), 우키시마촌(浮島村)(현 이나시키시), 오쿠노촌(奥野村)(현 우시쿠시)
    - 구 가와치군(1정 18촌) - 류가사키정(龍ケ崎町), 오미야촌(大宮村), 나가토촌(長戸村), 나레시바촌(馴柴村), 야바라촌(八原村)(현 류가사키시), 우시쿠촌(牛久村), 오카다촌(岡田村), 훗토촌(古渡村), 아바촌(阿波村), 다카다촌(高田村), 오타촌(太田村), 시바사키촌(柴崎村), 네모토촌(根本村), 이사키촌(伊崎村)(우시쿠시), 오스카촌(大須賀村)(현 이나시키시), 마나이타촌(生板村), 겐세이다촌(源清田村), 나가사오촌(長竿村)(현 가와치정), 구키자키촌(茎崎村)(현 쓰쿠바시)

  - 7월 1일 - 군제 시행
- 1899년 4월 1일 - 지바현 가토리군 모토신시마촌의 일부와 신시마촌의 일부, 사와라정의 일부가 합병하여 이나시키군 모토신시마촌(本新島村)을 신설. 도요시마촌(十余島村), 가나에쓰촌(金江津村)의 소속이 이나시키군으로 변경.(2정 32촌)
- 1942년 8월 1일 - 겐세이다촌·나가사오촌이 합병하여 미즈호촌(瑞穂村)이 발족.(2정 31촌)
- 1945년 5월 7일 - 아미촌이 정제 시행으로 아미정(阿見町)이 됨.(3정 30촌)
- 1947년 9월 1일 - 아사히촌의 일부가 쓰치우라시에 편입.
- 1949년 8월 1일 - 미즈호촌의 일부가 분리되어 겐세이다촌이 발족.(3정 31촌)
- 1950년 11월 3일 - 미즈호촌이 개칭하여 나가사오촌(長竿村)이 됨.
- 1954년
  - 1월 1일 - 우시쿠촌이 정제 시행으로 우시쿠정(牛久町)이 됨.(4정 30촌)
  - 3월 20일 - 류가사키정이 나레시바촌·오미야촌·야바라촌·나가토촌·기타소마군 가와라시로촌·기타몬마촌을 편입, 시제 시행으로 류가사키시(龍ケ崎市)가 되어, 군에서 이탈.(3정 26촌)
  - 4월 1일 - 우시쿠정·오카다촌이 합병하여, 새로이 우시쿠정이 발족.(3정 25촌)
  - 11월 3일 - 에도사키정·기미가촌·누마사토촌·하토사키촌·다카다촌이 합병하여, 새로이 에도사키정이 발족.(3정 21촌)
- 1955년
  - 1월 5일 - 도요시마촌·모토신시마촌·이사키촌이 합병하여 아즈마촌(東村)이 발족.(3정 19촌)
  - 2월 10일 - 오쿠노촌이 우시쿠정에 편입.(3정 18촌)
  - 4월 1일(3정 12촌)
    - 네모토촌·시바사키촌·오타촌이 합병하여 신토네촌(新利根村)이 발족.
    - 훗토촌·우키시마촌이 합병하여 사쿠라가와촌(桜川村)이 발족.
    - 아미정·아사히촌·기미하라촌이 합병하여, 새로이 아미정이 발족.
    - 기하라촌·안주촌 및 후나시마촌의 일부가 합병하여 가스미촌(霞村)이 발족. 가스미촌은 당일 개칭하여 미호촌(美浦村)이 됨.

  - 4월 20일 - 후나시마촌의 잔여부가 아미정에 편입.(3정 11촌)
  - 5월 3일 - 마나이타촌·겐세이다촌·나가사오촌이 합병하여 가와치촌(河内村)이 발족.(3정 9촌)
- 1956년
  - 1월 1일 - 가와치촌의 일부가 지바현 인바군 사카에정에 편입.
  - 9월 30일 - 아바촌이 사쿠라가와촌에 편입.(3정 8촌)
- 1958년
  - 2월 15일 - 가나에쓰촌이 가와치촌에 편입.(3정 7촌)
  - 2월 20일 - 오스카촌이 아즈마촌에 편입.(3정 6촌)
- 1983년 월 1일 - 구키자키촌이 정제 시행으로 구키자키정(茎崎町)이 됨.(4정 5촌)
- 1986년 6월 1일 - 우시쿠정이 시제 시행으로 우시쿠시(牛久市)가 되어, 군에서 이탈.(3정 5촌)
- 1996년
  - 6월 1일(5정 3촌)
    - 신토네촌이 정제 시행으로 신토네정(新利根町)이 됨.
    - 가와치촌이 정제 시행으로 가와치정(河内町)이 됨.

  - 9월 1일 - 아즈마촌이 정제 시행으로 아즈마정(東町)이 됨.(6정 2촌)
- 2002년 11월 1일 - 구키자키정이 쓰쿠바시에 편입.(5정 2촌)
- 2005년 3월 22일 - 에도사키정·신토네정·아즈마정·사쿠라가와촌이 합병하여 이나시키시(稲敷市)가 발족, 군에서 이탈.(2정 1촌)